# Galina Pougatchenkova
Galina Anatolievna Pougatchenkova, née le 7 février 1915 à Verny dans le Turkestan russe et morte le 18 février 2007 à Tachkent en Ouzbékistan, est une archéologue et historienne de l'art d'abord soviétique, puis russe d'Ouzbékistan. Elle était l'épouse du fameux archéologue Mikhaïl Masson. Elle est la véritable fondatrice de l'histoire de l'art en Asie centrale. Elle a reçu les Palmes académiques de la République française en 1995. Sa monographie L'Art de l'Ouzbékistan («Искусство Узбекистана»), est un manuel toujours utilisé par les diverses universités d'Asie centrale.

## Biographie
Elle naît pendant la Première Guerre mondiale dans la famille d'un architecte russe. Après ses études secondaires, Galina Pougatchenkova entre à l'Institut industriel d'Asie centrale de Tachkent, au département d'architecture. Après la fin de ses études en 1937, elle entre comme aspirante au doctorat à la chaire d'histoire de l'architecture d'Asie centrale, dans ce même institut, où elle demeure jusqu'au déclenchement de la guerre en 1941, après avoir défendu sa thèse. De 1942 à 1960, elle travaille comme doctorante et comme dozent à la chaire d'archéologie de la faculté d'histoire de l'université d'État d'Asie centrale. De 1958 à 1960, elle enseigne à l'Institut des arts Khamza de Tachkent, dont elle dirige la section d'histoire de l'art et d'architecture à partir de 1960.
Galina Pougatchenkova prend une part active à partir des années 1940 aux fouilles effectuées dans le territoire des actuels Ouzbékistan, Turkménistan et Afghanistan. Elle dirige de 1946 à 1961 les expéditions archéologiques de la VIIe section archéologique du Sud-Turkménistan ((ЮТАКЭ) (la section archéologique du Sud-Turkménistan a été fondée par Mikhaïl Masson en 1946). Cela donne entre autres comme résultat la publication, d'un point de vue de l'histoire de l'art, de monographies où sont décrits les restes architecturaux découverts par elle-même et ses collègues et datant de l'Empire parthe et de l'ancienne Bactriane, notamment à Khaltchayan, à Dalverzin-Tépé et à Kampyr-Tépé. À l'époque, il existait deux missions archéologiques importantes en Ouzbékistan et en Turkménie: celle dirigée par Sergueï Pavlovitch Tolstoï dans le Khorezm et la section archéologique du Sud-Turkménistan fondée par Masson. C'est en 1948 qu'ont été découverts des rythons absolument uniques à Nissa qui donnent lieu à toute une étude, la première d'importance pour Galina Pougatchenkova. 

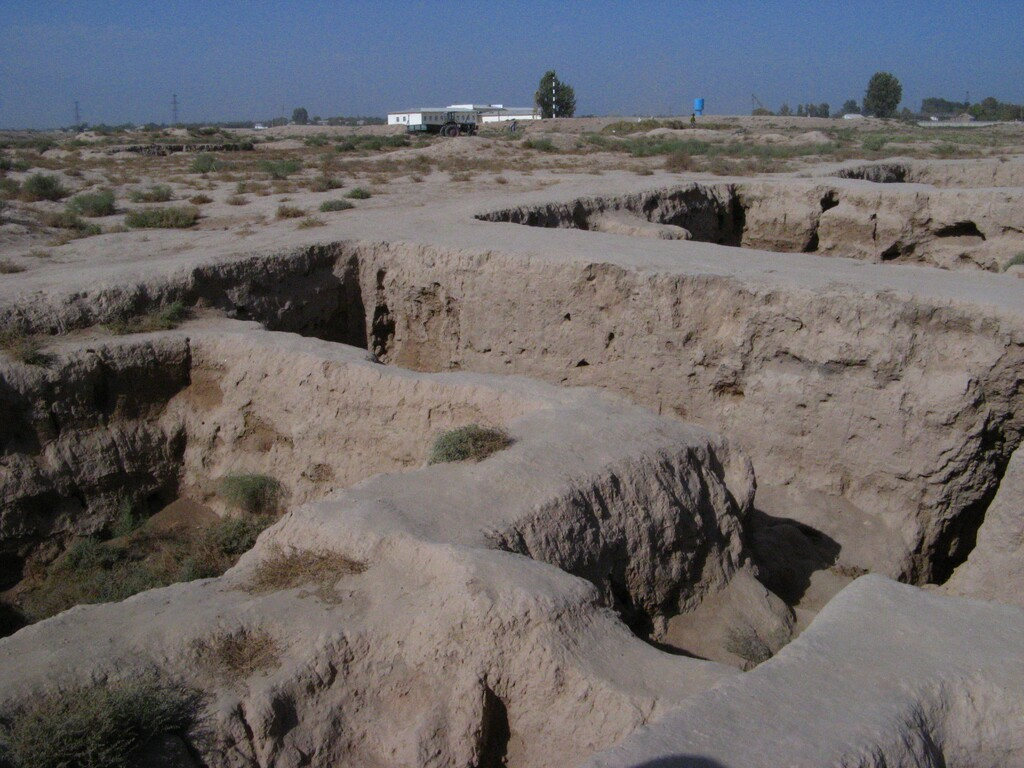
Site de Dalverzin-Tépé.

En 1959, elle défend sa thèse de doctorat intitulée Méthodes de développement de l'architecture au Turkménistan du sud au temps de l'esclavage et de la féodalité. De 1959 à 1984, elle dirige le département des expéditions d'histoire de l'art [c'est ainsi qu'étaient nommées ces expéditions archéologiques] en Ouzbékistan. Elle accède au grade de professeure en 1962. Elle est élue membre-correspondant de l'Académie des sciences d'Ouzbékistan en 1968 et membre effectif en 1984 (académicienne). Parallèlement depuis 1983, elle est membre de la rédaction de la revue L'Ouzbékistan soviétique. Grâce à ses fonctions, elle peut voyager en Europe, ce qui est un privilège pour l'époque soviétique, pour participer à des séminaires et colloques internationaux. Elle fonde un musée archéologique à l'institut. Elle demeure à Tachkent après la chute de l'URSS. Le nouveau pouvoir ouzbek dans un premier temps n'inscrit pas la restauration des monuments historiques et les fouilles archéologiques dans ses priorités. Peu à peu, Galina Pougatchenkova tombe dans l'oubli.
Galina Pougatchenkova meurt à Tachkent à l'âge de 92 ans dans l'oubli des officiels, chez son fils aîné. Elle est enterrée au cimetière de Dombrabad de Tachkent aux côtés de son mari. Elle était la mère de deux fils et d'une fille.
Galina Pougatchenkova était membre-correspondant de l'Institut archéologique allemand, de l'Institut italien du Proche et de l'Extrême-Orient, docteure honoris causa de l'université de Strasbourg (1984), et de plusieurs sociétés savantes. Outre le russe, elle parle couramment le français et l'anglais et pouvait utiliser les langues locales.

## Quelques publications
- (ru) En collaboration avec Lazare Rempel, Boukhara (Ouzbékistan), collection « Les Trésors de l'architecture des peuples d'URSS », Moscou, 1949, 67 pages
- (ru) En collaboration avec Mikhaïl Masson, Goumbez Manas (architecte kirghize du XIVe siècle), collection « Les Trésors de l'architecture des peuples d'URSS », Moscou, 1950, 144 pages
- (ru) En collaboration avec L. Elkovitch, Aperçu de l'histoire de l'art du Turkménistan, Achgabat, 1956, 147 pages
- (ru) En collaboration avec Mikhaïl Masson, Les Rythons parthes de Nissa, album illustré, Moscou, 1956
- (ru) Les Monuments de l'architecture d'Asie centrale de l'époque Navoï, Tachkent, 1957, 98 pages
- (ru) En collaboration avec L. Rempel, Les Monuments remarquables de l'architecture de l'Ouzbékistan, Tachkent, 1958, 292 pages
- (ru) Les Méthodes de développement de l'architecture du Turkménistan du sud à l'époque de l'esclavage et de la féodalité, thèse, Moscou, éd. Académie des sciences d'URSS, 1958, 494 pages
- (ru) En collaboration avec Mikhaïl Masson, Les Rythons parthes de Nissa, éd. Académie des sciences de la RSS de Turkménie, 1959, 268 pages
- (ru) La Mosquée Anaou, Achgabat, 1959, 58 pages
- (ru) En collaboration avec L. Rempel, Les Chefs-d'œuvre remarquables des beaux-arts de l'Ouzbékistan, Tachkent, 1960, 328 pages
- (ru) L'Art de l'Afghanistan. Trois études, Moscou, éd. Iskousstvo, 1963, 248 pages
- (ru) Le Mausolée Arab-ata (de l'histoire de l'architecture de la Transoxiane des IXe – Xe siècles), Tachkent, 1963, 118 pages
- (ru) En collaboration avec L. Rempel, Histoire de l'art d'Ouzbékistan, de l'antiquité au milieu du dix-neuvième siècle, Moscou, 1965, 688 pages
- (ru) Khaltchayan. À propos de la culture artistique de la Bactriane du Nord, Tachkent, éd. Fan, 1966, 287 pages
- (ru) L'Art du Turkménistan. Aperçu de l'antiquité à 1917, Moscou, éd. Iskousstvo', 1967, 327 pages
- (ru) Samarcande. Boukhara (sur les monuments anciens), collection « Les chefs-d'œuvre architecturaux et artistiques des peuples d'URSS », Moscou, éd. Iskousstvo, 1961, 213 pages; 2e éd. 1968, 203 pages
- (ru) La Sculpture de Khaltchayan, Moscou, éd. Iskousstvo, 1971, 202 pages
- (ru) L'Architecture d'Asie centrale au XVe siècle: les grandes tendances et les caractéristiques, Tachkent, 1976, 115 pages
- (ru) Termez. Chahr-é Sabz. Khiva, collection « Les Chefs-d'œuvre architecturaux et artistiques des villes d'URSS »[4], Moscou, éd. Iskousstvo, 1976, 207 pages
- (ru) En collaboration avec I. Krouglikova et T. Dilberdjine (fouilles de 1970-1973), Moscou, éd. Naouka, 1977, 135 pages
- (ru) En collaboration avec O. Galerkina, Les Miniatures d'Asie centrale selon certains exemples (de collections soviétiques et étrangères), Moscou, éd. Art visuel (Изобразительное искусство), 1979, 208 pages
- (ru) L'Art de la Bactriane à l'époque des Kouchans, collection «De l'Histoire de l'art mondiale», Moscou, éd. Iskousstvo, 1979, 247 pages
- (ru) En collaboration avec L. Rempel, Aperçus de l'art d'Asie centrale: Antiquité et Moyen-Âge, Moscou, éd. Iskousstvo, 1982, 288 pages
- (ru) L'Art du Gandhara, collection «De l'Histoire de l'art mondiale», Moscou, éd. Iskousstvo, 1982, 195 pages
- (ru) Asie centrale: dictionnaire-guide, Moscou, éd. Iskousstvo; Leipzig, 1983, XLII, 247 pages
- (ru) La Merv antique: guide, Achgabat, 1983, 48 pages
- (ru) Les Chefs-d'œuvre d'Asie centrale : album, Tachkent, 1986, 220 pages
- (ru) Des trésors artistiques du Moyen-Orient, Tachkent, 1987, 223 pages
- (ru) Les Antiquités de Miankalé: à partir des travaux de l'expédition ouzbèke d'histoire de l'art, Tachkent, éd. Fan, 1989, 204 pages
- (ru) En collaboration avec Édouard V. Rtvéladzé, La Bactriane du Nord et le Tokharistan: études historiques et culturelles. Antiquité et Moyen-Âge, Tachkent, éd. Fan, 1990, 218 pages
- (ru) Témoignage architectural de Tamerlan, Tachkent, 1996, 125 pages